# Fernando Sobral
Fernando Pereira do Nascimento, meglio noto come Fernando Sobral (Rio de Janeiro, 17 dicembre 1994), è un calciatore brasiliano, centrocampista del Ceará in prestito dal Cuiabá.

## Caratteristiche tecniche
È un esterno sinistro.

## Carriera
Dopo aver militato nelle serie minori del campionato brasiliano, nel 2019 è approdato al Ceará, con cui ha debuttato in Série A il 28 aprile, in occasione dell'incontro vinto 4-0 contro il CSA.

## Palmarès

### Competizioni statali
- Copa Fares Lopes: 1

Icasa: 2014
- Campionato Maranhense: 1

Sampaio Corrêa: 2017
- Campionato Mato-Grossense: 2

Cuiaba: 2023, 2024
- Campionato Cearense: 1

Ceara: 2025

#### Competizioni regionali
- Copa do Nordeste: 1

Sampaio Corrêa: 2018